# Hoàng Đan
Hoàng Đan (28 tháng 2 năm 1928 – 4 tháng 12 năm 2003) là một tướng lĩnh của Quân đội nhân dân Việt Nam với quân hàm Thiếu tướng. Ông đã tham gia cả hai cuộc Chiến tranh Đông Dương và Chiến tranh Việt Nam cũng như Chiến tranh biên giới Việt-Trung 1979. Ông là 1 trong 4 vị danh tướng tài ba, lỗi lạc "nhất Tấn nhì An tam Đan (ông) tứ Chơn" dưới thời Đảng Cộng sản Việt Nam nắm quyền.

## Thân thế
Thiếu tướng Hoàng Đan sinh ngày 28 tháng 02 năm 1928 tại xã Nghi Thuận, huyện Nghi Lộc, tỉnh Nghệ An trong một gia đình có truyền thống quân sự lâu đời, nhiều thế hệ đỗ đạt ra làm quan võ, làm thầy thuốc. Theo gia phả họ Hoàng ông là hậu duệ đời thứ 21 của danh tướng đời nhà Trần Hoàng Tá Thốn, hiệu Sát Hải đại Vương; hiện ở huyện Yên Thành vẫn còn đền thờ. Thân sinh của ông là Hoàng Văn Hệ; mẹ là Đặng Thị Ngung, sinh được 7 người con, hai trai năm gái. Ông là con thứ tư đồng thời là con trai út, cũng là người con duy nhất trong gia đình trước cách mạng được theo học từ trường xã đến tỉnh, trước khi Mỹ ném bom nhà máy xe lửa Trường Thi tháng 11 năm 1943 buộc ông phải nghỉ học ở năm thứ 3 trung học cơ sở.
Cả gia đình họ Hoàng (họ ông nội) và họ Trần (họ bà nội) ông đều có nhiều người tham gia cách mạng. Chú họ ông, Hoàng Văn Tâm, bí thư đầu tiên huyện uỷ Nghi Lộc bị địch bắn chết năm 1931; chú ruột, Hoàng Văn Mỹ, bị bắt năm 1930 đày lên Kon Tum đến khi phong trào bình dân lên cầm quyền ở Pháp mới được tha về.

## Tham gia cách mạng
Tháng 3 năm 1945 Nhật đảo chính Pháp. Qua sự giới thiệu của chú và anh (anh trai của ông bị tù năm 1941, sau khôi phục làm chính quyền địa phương và vào bộ đội), ông tham gia vào mặt trận Việt Minh, theo truyền thống của gia đình. Tại cuộc họp cán bộ Việt Minh tỉnh Nghi Lộc để bầu ban chấp hành lâm thời mặt trận Việt Minh huyện, ông và Hoàng Niệm (sau là tư lệnh bộ đội thông tin) tuy là thành viên mới nhưng cũng được bầu làm uỷ viên uỷ ban chấp hành huyện. Tháng 6 cùng năm đó, ông được cử về tổng Vân Trình phụ trách tổ Việt Minh của tổng và việc tổ chức các tổ Việt Minh ở xã.
Khi Cách mạng tháng Tám nổ ra tại huyện, một cuộc mít tinh lớn đã được nổ ra để ra mắt chính quyền cách mạng, Hoàng Đan dẫn đầu đoàn quần chúng tổng Vân Trình về dự mít tinh. Đến tháng 11, ông được triệu tập vào ban tuyên truyền tỉnh bộ Việt Minh bổ sung vào đoàn tuyên truyền lưu động. Đầu năm 1946, ông được cử đi học trường quân sự quân khu mới mở ở Nhượng Bạn, Hà Tĩnh và sau khi ra trường, ông về hoạt động ở tiểu đoàn tiếp phòng quan Đông Hà (Quảng Trị) thuộc trung đoàn tiếp phòng quân đóng ở Bình-Trị-Thiên lúc bấy giờ.
Tháng 10 năm 1946, dưới sự giới thiệu của Hoàng La và Trần Văn Quang, Hoàng Đan đã được công nhận chính thức là một thành viên của Đảng Cộng sản Việt Nam. Công việc của ông lúc này là liên chi ủy viên tiểu đoàn - bí thư chi bộ, đồng thời cũng là chính trị viên của đại đội 2 - nơi ông nhận công tác.

## Nhập ngũ và tham gia kháng chiến chống Pháp

Ở Quảng Trị, nơi ông đóng quân, những thông tin về kháng chiến toàn quốc được biết rất chậm, và cho đến đầu năm 1947, Quảng Trị vẫn chưa bước vào chiến đấu. Đến giữa năm 1947, địch bắt đầu từ Lào đánh theo đường số 9 tiến về Đông Hà và một cánh quân từ Huế theo đường số một tiến đánh Quảng Trị.lúc này bộ tổng tư lệnh năm 1948 có chủ trương đại đội độc lập, tiểu đoàn tập trung và trên thực tế ở Quảng Trị đã có đại đội độc lập, được xây dựng từ trước.
Trong khoảng thời gian địch vây đánh Đông Hà này, ông đã tham gia và chiến đấu không ít trận đánh như trận đánh địch từ Cam Lộ về Đông Hà, trận phục kích chống càn ở nam Vĩnh Linh.
Trong Kháng chiến chống Pháp, ông đã từng kinh qua các cấp như
- 02/1946-10/1946: Trung đội trưởng, Trung đội 2, Đại đội 2, Tiểu đoàn tiếp phòng quân Đông Hà, Trung đoàn tiếp phòng quân Bình Trị Thiên
- 10/1946-01/1947: Chính trị viên đại đội 2, Tiểu đoàn tiếp phòng quân Đông Hà, Trung đoàn tiếp phòng quân Bình Trị Thiên
- 01/1947-11/1947: Trung đội trưởng, Trung đội 2, Đại đội 2, Tiểu đoàn 15, Trung đoàn 95
- 11/1947-05/1949: Đại đội trưởng, Đại đội 2, Tiểu đoàn 15, Trung đoàn 95
- 05/1949-11/1949: Quyền Tiểu đoàn trưởng, Tiểu đoàn 310, Trung đoàn 95
- 11/1949-11/1952:Tiểu đoàn trưởng, Tiểu đoàn 418, Trung đoàn 95, Đại đoàn 304
- 11/1952-10/1953: Tiểu đoàn trưởng, Tiểu đoàn Lê Lợi, Trung đoàn 66, Đại đoàn 304
- 10/1953-05/1954: Trung đoàn phó, Trung đoàn 57, Đại đoàn 304[1]

Các trận đánh và chiến dịch ông đã từng trực tiếp tham gia hoặc chỉ huy:
- Trận đánh địch từ Cam Lộ tiến về Đông Hà
- Trận ngăn chặn địch ở Gio Linh và đánh quận lỵ Gio Linh
- Trận phục kích tàu địch trên sông Đông Hà
- Trận phục kích chống càn ở nam Vĩnh Linh
- Chiến dịch Hòa Bình
- Chiến dịch Thu đông 1952
- Chiến dịch Thượng Lào
- Chiến dịch Điện Biên Phủ

## Chiến tranh bảo vệ Tổ quốc Việt Nam

### Học tập và giảng dạy

Sau khi kết thúc chiến tranh, Hoàng Đan được chỉ định làm trưởng ban tác chiến sư đoàn 304. Đến năm 1955, ông được điều về Trường Trung cao Quân sự (sau này là học viện Quân sự). Hoàng Đan làm giáo viên tại đó đến năm 1959 thì chuyển sang làm trưởng phòng khoa học quân sự. Năm 1960 ông được Bộ cử đi học lớp Trung cấp tại Liên Xô, tức học viện quân sự Frunze cùng với 11 đồng chí khác. Trước khi đi, ông được phong quân hàm Trung tá. Năm đó ông 32 tuổi, lần đầu tiên ông được thụ phong quân hàm chính thức. Sau khi tốt nghiệp về nước được giao chức chủ nhiệm khoa Bộ binh hệ Giáo dục quân sự thuộc Học viện Quân chính.

### Sư đoàn 304
Tháng 8 năm 1965, Hoàng Đan giữ chức Phó Tư lệnh Sư đoàn 304B, đơn vị dự bị của Sư đoàn 304. Tổng khởi nghĩa Mậu Thân năm 1968 diễn ra, ông cùng sư đoàn 304 tham gia Trận Khe Sanh. Qua trận chiến này, ông được thăng hàm Thượng tá năm 40 tuổi. Đến năm 1970 được bổ nhiệm làm Tư lệnh sư đoàn 304B. Cùng năm này, Hoàng Đan tham gia chỉ huy chiến đấu tại chiến dịch phản công Đường 9 - Nam Lào. Sau đó, trong lúc diễn ra trận đánh thành cổ Quảng Trị, sư đoàn 304 của ông phụ trách phối hợp bên cánh, gây thiệt hại nặng cho các đơn vị địch.

### Quân đoàn 2
Tháng 11 năm 1973, Hoàng Đan được tấn thăng quân hàm Đại tá năm 45 tuổi. Ông được bổ nhiệm làm Phó tư lệnh, tham mưu trưởng Quân đoàn 1 khi quân đoàn này được thành lập. Tư lệnh quân đoàn là Đại tướng Lê Trọng Tấn, vào thời điểm đó là Trung tướng, kiêm nhiệm Phó Tổng Tham mưu Trưởng Quân đội nhân dân Việt Nam. Hai người sau này cùng công tác tại Học viện Quân sự cao cấp.
Tháng 6 năm 1974, Quân đoàn Trị Thiên, tức Quân đoàn 2, được thành lập. Quân đoàn được xây dựng dựa trên nền tảng của 3 Sư đoàn 304, 324, 325. Hoàng Đan điều chuyển công tác sang quân đoàn này. được bổ nhiệm làm phó tư lệnh quân đoàn.

#### Trận Thượng Đức
Thượng Đức là cứ điểm chiến lược của Việt Nam Cộng Hòa. Là cửa ngõ vào Đà Nẵng từ hướng Tây Nam, có thể coi nắm được cao điểm này là nắm được yết hầu của thành phố lớn thứ 2 Việt Nam Cộng Hòa. Sư đoàn 304, vào thời điểm này đã thuộc về biên chế Quân đoàn 2, được giao nhiệm vụ làm đơn vị chủ công cho chiến dịch chiếm đóng Thượng Đức dưới sự hỗ trợ của Quân khu 5. Tháng 6 năm 1974, Hoàng Đan đại diện Quân đoàn 2 vào giúp Sư đoàn 304 biên soạn kế hoạch tác chiến cho trận đánh, rồi ông quay trở lại ra Hà Nội.
Tuy nhiên, tháng 7 năm 1974, Trung đoàn 66, Sư đoàn 304 thất bại trong đợt tiến công đầu tiên vào cứ điểm Thượng Đức. Hàng loạt lý do dẫn tới thất bại này: khinh địch, sai sót trong quá trình chuẩn bị của công binh, hỏa lực thiếu tập trung...v.v... Đứng trước tình thế trên, dưới sự chỉ đạo Bộ Tổng tham mưu, mà Lê Trọng Tấn vào thời điểm đó là Phó Tổng Tham mưu Trưởng, Bộ Tư lệnh quân đoàn 2 nhanh chóng điều động, tăng cường Đại tá Hoàng Đan vào làm tư lệnh tiền phương chiến dịch. Sau khi nhanh chóng họp bàn, kiểm điểm các sai sót của cán bộ sư đoàn, ông chỉ huy đợt tiến công thứ 2 vào cứ điểm Thượng Đức. Địch nhanh chóng tan rã trước hỏa lực tập trung, mạnh mẽ của sư đoàn 304. Sau đó, ông trở lại miền Bắc, tiếp tục làm công tác xây dựng quân đoàn.
Không để Quân đội nhân dân Việt Nam uy hiếp Đà Nẵng, Quân lực Việt Nam Cộng Hòa điều động gấp sư đoàn bộ binh số 3 và sư đoàn dù, đơn vị dự bị chiến lược đặc biệt tinh nhuệ, ra tái chiếm Thượng Đức. Lực lượng này nhanh chóng chiếm được các cao điểm quan trọng của Thượng Đức, đẩy quân đội ta vào thế bị động trên chiến trường, uy hiếp mạnh mẽ thành quả có được thời gian trước đó. Hoàng Đan buộc phải lần thứ 3 vào Thượng Đức chỉ huy. Cùng vào với ông có thêm một Trung đoàn bộ binh (Sư đoàn 304 vốn chỉ có 2 Trung đoàn), các tiểu đoàn công binh, hỏa tiễn, đạn pháo...v.v... Sau 3 tháng hao tổn mà không hạ được cứ điểm, sư đoàn dù nhanh chóng rút khỏi Thượng Đức. Cùng với chiến thắng của Hoàng Cầm ở Phước Long ngay sau đó, Thượng Đức tạo nên tiền đề cho các chiến dịch góp phần thống nhất Việt Nam trong mùa xuân năm 1975.

#### Chiến dịch Hồ Chí Minh
Tháng 3 năm 1975, Đại tá Hoàng Đan và quân đoàn 2 tham gia Chiến dịch giải phóng Huế - Đà Nẵng dưới sự lãnh đạo của Trung tướng Lê Trọng Tấn. Hoàng Đan đại diện Quân đoàn 2 báo cáo cho Đại tướng Tổng Tư lệnh Võ Nguyên Giáp và bộ Tư lệnh Chiến dịch về kế hoạch tác chiến, vào ngày 28 tháng 2 trước đó. Đại tá Hoàng Đan đã được Đại tướng Võ Nguyên Giáp và Trung tướng Lê Trọng Tấn nhắc nhở phải lập sẵn kế hoạch táo bạo hơn nữa, đồng thời cũng phải chú ý đồng bộ với tốc độ hành quân của các mũi tấn công khác. Dự đoán của Đại tướng đã không sai, tốc độ hành quân thần tốc của quân đoàn 2 khiến các lực lượng Quân Lực Việt Nam Cộng Hòa bị choáng ngợp, lúng túng, dẫn tới rút lui thiếu tổ chức. Như việc chỉ một tiểu đoàn thiếu đơn vị tăng thiết giáp của quân đội ta có mặt ở phía sau Đèo Hải Vân đã khiến cả sư đoàn địch đóng ở đây rút chạy. Quân Lực Việt Nam Cộng Hòa không kịp rút khỏi Đà Nẵng, tổn thất mười vạn quân và một lượng lớn khí tài quân sự.
Theo đà thắng lợi, Đại tướng Võ Nguyên Giáp ký lệnh triển khai chiến dịch Hồ Chí Minh lịch sử. Quân đoàn 2 trong chiến dịch này trực thuộc Cánh quân phía Đông dưới sự chỉ đạo của Trung tướng Lê Trọng Tấn, tiến thẳng tới Sài Gòn. Chính Lữ đoàn xe tăng 203, Quân đoàn 2 đã tiến vào dinh Độc Lập đầu tiên.

## Sau năm 1975

### Công tác ở Học viện Quân sự Cao cấp
Năm 1976, sau khi đất nước thống nhất, Đại tá Hoàng Đan được điều về làm phó giám đốc Học viện Quân sự cao cấp, sau là Học viện Quốc phòng.
Trong quá trình công tác tại đây, dựa trên 30 năm kinh nghiệm quân sự của mình, ông đã có nhiều đóng góp cho việc biên soạn, chỉnh lý các tài liệu về nghệ thuật quân sự hiện đại Việt Nam, xây dựng chương trình huấn luyện quân sự cấp chiến thuật, chiến dịch, chiến lược cho các sĩ quan trung cao cấp, giảng dạy các sĩ quan cao cấp của Quân đội nhân dân Việt Nam. Qua đó, cùng với những đóng góp to lớn của ông trong suốt giai đoạn cuối của công cuộc thống nhất đất nước, Hoàng Đan được tấn thăng lên quân hàm Thiếu tướng trong đợt phong quân hàm năm 1977, đợt phong hàm Thiếu tướng đầu tiên sau Kháng chiến Chống Mỹ. Ông trở thành sĩ quan cấp tướng năm 49 tuổi.

### Chiến tranh biên giới phía Bắc 1979
Một năm sau, Thiếu tướng Hoàng Đan được điều vào trong Nam tham gia chiến tranh bảo vệ Tổ Quốc tại biên giới Tây Nam giáp với Campuchia. Ông tham gia vào công tác biên soạn kế hoạch tác chiến tấn công vào Campuchia. Sau vài tháng, ông rút ra Bắc, tiếp tục làm công tác giảng dạy.
Tuy nhiên, gia tăng căng thẳng biên giới với Trung Quốc dẫn tới việc ông được điều động lên mặt trận phía Bắc vào năm 1979. Ông được bổ nhiệm làm Tư lệnh Quân đoàn 5 (phiên hiệu khác là Quân đoàn 14), Tư lệnh mặt trận Lạng Sơn kiêm phó tư lệnh Quân khu 1. Vài ngày trước khi lệnh bổ nhiệm chính thức xuống, ông đã lên Lạng Sơn, trực tiếp đi trinh sát trận địa. Theo các tài liệu chính thức, khi đi vòng sát qua biên giới, xe thiết giáp hạng nhẹ của ông bị pháo binh Trung Quốc phát hiện. Xe ông bị bắn trúng bởi một phát pháo 155mm. Lái xe, cận vệ cũng như thư ký của ông trực tiếp hi sinh. Ban đầu, ông được cho là cũng đã hi sinh. Chỉ tới tối, sau khi ông một mình đi qua hàng chục ki lô mét, lẩn tránh truy kích của trinh sát địch, về tới Bộ Tư lệnh Quân đoàn thì mọi người mới rõ là ông thoát chết.
Tháng 2 năm 1981, Hoàng Đan thôi kiêm nhiệm chức Tư lệnh quân đoàn 5, chuyển sang làm Phó Tư lệnh kiêm Tham mưu trưởng quân khu 1.
Chưa đầy 3 tháng sau, Quân đội Trung Quốc tổ chức tiến công mạnh mẽ, với một số sư đoàn bộ binh làm chủ công cùng với một lượng lớn các đơn vị hỗ trợ như pháo binh, công binh...v.v... Họ triển khai tiến công từ nhiều hướng khác nhau, chiếm được nhiều cao điểm chiến lược sát biên giới nước ta. Thế địch như nước lũ, Hoàng Đan tới thẳng mặt trận, chỉ huy trực tiếp, tổ chức phòng ngự phản công có chiều sâu chống địch quanh khu vực Bình độ 400 (Cao điểm 400), tức Pháp Tạp Sơn.
Cao điểm 400 là một cao điểm nhỏ, với tiếp diện chỉ có vài trăm mét, chỉ đủ cho vài trăm binh sĩ trú đóng. Tại đây, phía Trung Quốc triển khai một Sư đoàn Bộ binh làm đơn vị tiến công chủ lực và hàng chục các đơn vị hỗ trợ như pháo binh, công binh...v.v... Quy mô tổng cộng có lúc lên tới ba bốn vạn quân. Phía Việt Nam, Thiếu tướng Hoàng Đan trực tiếp chỉ huy, lấy Trung đoàn Bộ binh 52 thuộc Sư đoàn 337 làm đơn vị phòng ngự chủ lực, được hỗ trợ bởi các đơn vị như Đoàn Đặc công 198, Trung đoàn Công binh 514, Tiểu đoàn Pháo binh 11 thuộc Trung đoàn Pháo binh 108...v.v... Quân số khoảng một vạn quân.
Khi Thiếu tướng Hoàng Đan tới mặt trận, Quân đội Trung Quốc đã chiếm được cao điểm 400. Ông ngay lập tức triển khai tái chiếm lại. Với gần ba mươi năm thao chiến từ năm 45 tới năm 75 của mình, các trung đội đặc công Việt Nam tinh nhuệ không mấy khó khăn tiêu diệt tiểu đoàn phòng thủ cao điểm 400 của Quân đội Trung Quốc, rồi chuyển giao công việc phòng thủ cao điểm này cho Trung đoàn Bộ binh 52. Trong khi đó, để chiếm được cao điểm, Trung Quốc phải trả cái giá đắt hơn rất nhiều. Như cách tiền nhân Trung Quốc đã dùng từ thời Chiến tranh Triều Tiên, họ dùng chiến lược biển người. Chỉ huy Trung Quốc lấy từng tiểu đoàn một ùa lên, sau một vài đợt tiến công mới chiếm được cao điểm, thương vong hàng trăm người. Phía Việt Nam thì đại đội phòng thủ thuộc Trung đoàn Bộ Binh 52 đóng trên cao điểm hi sinh gần như toàn bộ.
Sau đó, suốt một tháng, một khi một bên chiếm được cao điểm, bên còn lại ngay lập tức tổ chức tiến công vào cao điểm. Hai bên luân phiên chiếm đóng trường kỳ cao điểm trên, tạo nên một cuộc chiến tiêu hao, một cuộc chiến tâm lý, một cuộc chiến về sĩ khí. Điều này khiến ưu thế về quân số của Trung Quốc mất hẳn. Thế công trên mặt trận của Quân đội Trung Quốc mất dần, do các lực lượng chủ chốt bị giữ lại ở quanh Bình Độ 400. Đồng thời, Thiếu tướng Hoàng Đan cũng tổ chức các cánh quân nhỏ, tinh nhuệ đánh thọc sườn, tập hậu, đánh sâu vào hậu phương địch, gây ảnh hưởng tới khả năng tác chiến cũng như sĩ khí của Quân đội Trung Quốc.
Trong lúc trận đánh diễn ra, Hoàng Đan đã nhiều lần lên trên cao điểm 400, trực tiếp quan sát, chỉ huy chiến trận. Một trong những lần đó, Quân đội Trung Quốc triển khai lực lượng pháo binh, tạo nên hỏa lực tập trung, hòng cày nát cao điểm 400. Thiếu tướng Hoàng Đan vẫn bình tĩnh, ngồi xuống ghế quan sát trận pháo từ trên cao. Ông bảo với những cấp dưới trốn dưới công sự:
| “ | Sống, chết, thời, vận, số! Một khi anh đã tới số thì đạn pháo còn tìm được anh trong công sự! | ” |

Điều này giúp cho sĩ khí của đại đội phòng thủ luôn cao, dù cho biết rằng sẽ hi sinh khi lên cao điểm phòng thủ.
Trải qua hàng chục cuộc giao chiến lớn nhỏ quanh khu vực cao điểm 400, Thiếu tướng Hoàng Đan đã đánh kiệt quệ sư đoàn bộ binh chủ công của Quân đội Trung Quốc, buộc địch phải dùng tới cả các đơn vị dự bị. Tuy nhiên, thương vong bên phía Quân đội nhân dân Việt Nam cũng rất lớn: trung đoàn bộ binh 52 cũng ở trong tình trạng không khá hơn địch là bao, một số đại đội thậm chí hi sinh toàn bộ. Cuối tháng 6, nhận thấy thế địch đã mất, không cần phải hi sinh thêm binh sĩ ở cao điểm 400 nữa, ông cho rút xuống các đơn vị bộ binh còn lại, chỉ sử dụng pháo binh đánh chặn. Sau khi các đơn vị bộ binh của Việt Nam lùi sâu khỏi mặt trận, Quân đội Trung Quốc cũng không tiến công, chiếm lấy cao điểm, do thiên thời đã mất. Họ chỉ sử dụng pháo binh đáp trả Quân đội nhân dân Việt Nam. Tới cuối năm 1981 thì hai bên dần rút khỏi khu vực giao chiến.

### Chuyển sang công tác nghiên cứu
Sau một thời gian dài ít giao tranh quy mô lớn, tháng 7 năm 1983, Hoàng Đan được Bộ Tổng Tham mưu điều về cục khoa học quân sự trực thuộc Bộ Tổng tham mưu làm phó cục trưởng (nay là cục khoa học công nghệ và môi trường trực thuộc Bộ Quốc phòng). Trong quá trình công tác tại đây, với kinh nghiệm và nhiệt huyết của mình, ông đã tích cực nghiên cứu, góp phần cải thiện nền khoa học quân sự nước ta trong thời kỳ chiến tranh hiện đại.

### Chiến tranh biên giới phía Bắc 1984
Quân đội Trung Quốc sau ba năm cải tổ, tinh giảm biên chế, tập trung phát triển kinh tế và hiện đại hóa quân đội, đã trở nên hùng mạnh hơn hẳn trước. Ở giai đoạn 1979-1981, do Trung Quốc vẫn sử dụng các chiến thuật và trang bị quân sự từ thời Chiến tranh Triều Tiên nên chỉ có thể sử dụng ưu thế biển người mà tiến công nước ta, qua đó tỷ lệ thương vong của Quân đội Trung Quốc cao hơn nhiều so với Việt Nam. Tuy nhiên, với việc Trung Quốc dần chuyển sang thành một đội quân hiện đại có chiều sâu, đồng thời do Liên Xô và nước ta bắt đầu rơi vào khủng hoảng kinh tế, quân đội Trung Quốc dần dần vượt qua Việt Nam về mặt chất lượng trang bị quân sự.
Chỉ một thời gian ngắn sau khi ông rời tiền tuyến, mặt trận phía Bắc trở lại thành điểm nóng. Từ năm 1984 tới năm 1986, Vị Xuyên trở thành điểm nóng của Chiến tranh biên giới phía Bắc. Trong khoảng thời gian này, Quân đội Trung Quốc đã huy động tới hàng chục vạn quân chiến đấu ở giao điểm vài chục ki lô mét này. Lực lượng trực chiến ban đầu bao gồm bốn Sư đoàn Bộ binh được yểm trợ bởi hàng chục đơn vị khác, trong đó có Sư đoàn Pháo binh số 4 của Đại Quân khu Côn Minh, số lượng pháo lên tới nghìn khẩu. Về sau các đơn vị của các Đại Quân khu khác của Trung Quốc được điều động tới để luân phiên, tăng cường chiến đấu. Các đơn vị quân sự Trung Quốc tổ chức tiến công, thọc sâu vào lãnh thổ nước ta, có thời điểm vào sâu tới hàng chục ki lô mét.
Thiếu tướng Hoàng Đan được điều động gấp lên Quân khu 2 làm Tư lệnh Tiền phương, được giao nhiệm vụ chỉ huy chiến đấu trực tiếp ở Vị Xuyên. Ông lấy tinh binh làm chính, lấy hiểu biết địa hình phía Bắc của quân và dân ta làm điểm tựa, xây dựng hệ thống địa đạo công sự xuyên suốt chiến trường. Qua đó, tỷ lệ thương vong giảm xuống, góp phần vào việc đánh bật các đơn vị Trung Quốc khỏi các cao điểm chiếm được, khiến địch phải dần lùi sâu về sát biên giới gốc.

### Trở lại công tác nghiên cứu
Tới năm 1986, khi mức độ giao tranh hạ nhiệt xuống, ông lại được điều động, trở lại công tác ở cục khoa học công nghệ. Ông tiếp tục có nhiều đóng góp cho nền khoa học, công nghệ quân sự nước nhà. Tới tháng 6 năm 1990 thì ông được thăng nhiệm lên làm cục trưởng.

## Sau chiến tranh
Từ tháng 6 năm 1995, Thiếu tướng Hoàng Đan được Đảng và Quân đội cho nghỉ hưu theo chế độ. Sau khi quyết định về hưu, ông vẫn tham gia tích cực vào công tác giảng dạy, biên soạn các tài liệu tổng kết chiến dịch, chiến lược, huấn luyện quân sự dựa trên gần 50 năm quân ngũ của ông cùng với các "văn tướng" đã về hưu khác như Thượng tướng Trần Văn Quang hay Thượng tướng Hoàng Minh Thảo.
Lễ mừng thọ 75 tuổi là lễ mừng thọ cuối cùng của ông trước ngày ông qua đời (ngày 4/12/2003). Ông được an táng tại quê nhà xã Nghi Thuận, huyện Nghi Lộc, tỉnh Nghệ An.

## Lịch sử thụ phong quân hàm
| Quân hàm |          |           |        |             |  |  |  |  |  |  |  |
| Cấp bậc  | Trung tá | Thượng tá | Đại tá | Thiếu Tướng |  |  |  |  |  |  |  |
|          |          |           |        |             |  |  |  |  |  |  |  |

## Các huân chương
- Anh hùng Lực lượng vũ trang nhân dân
- Hai Huân chương Quân công hạng nhất, hạng nhì
- Hai Huân chương Chiến công hạng nhất
- Huân chương Chiến thắng hạng Nhất
- Huân chương Kháng chiến chống Mỹ hạng nhất
- Ba Huân chương Chiến sĩ giải phóng hạng nhất, nhì, ba
- Ba Huân chương Chiến sĩ vẻ vang hạng nhất, nhì, ba
- Huân chương hữu nghị Việt Xô
- Huy chương Quân kỳ quyết thắng[cần dẫn nguồn]

## Đánh giá
Trong năm mươi năm hoạt động cách mạng và chiến đấu, Thiếu tướng Hoàng Đan đã từng kinh qua nhiều cấp độ chỉ huy khác nhau trên chiến trường. Từ cấp trung đội trưởng lên tới tư lệnh tiền phương quân khu, chỉ huy trực tiếp từ vài chục lính tới chục vạn lính, không ở cấp nào là ông không phải thể nghiệm bản thân trực tiếp với máu lửa. Điều này giúp ông hiểu rõ quá trình chiến đấu ở các cấp chiến thuật, chiến dịch, chiến lược, góp phần tạo nên một vị tướng tài của Quân đội nhân dân Việt Nam.
Đặc biệt, ông là một trong những vị tướng hiếm hoi của Quân đội nhân dân Việt Nam am hiểm về chiến tranh phòng ngự kết hợp phản công. Phải hiểu rằng bản chất của Quân đội nhân dân Việt Nam là một đội quân cách mạng, lấy tấn công làm sở trường, nên có ít tình huống thực chiến liên quan tới phòng ngự. Tuy nhiên, trải nghiệm chiến trường của Hoàng Đan hơi khác so với phần lớn tướng lĩnh quân đội ta. Ông từng tham gia, chỉ huy những trận đánh phòng ngự nổi tiếng như trận Thành Cổ Quảng Trị, trận Thượng Đức, trận Bình Độ 400, trận Vị Xuyên...v.v... Có thể nói ông là vị tướng am tường hàng đầu về chiến tranh phòng ngự, phản công của Quân đội nhân dân Việt Nam. Như ở đầu giai đoạn 2 trận Thượng Đức, các sĩ quan cao cấp quân đội ta lúng túng khi đối mặt với sự tiến công của 2 sư đoàn tinh nhuệ thuộc Quân Lực Việt Nam Cộng Hòa vì ít được trải nghiệm hay được huấn luyện về chiến tranh phòng ngự. Chỉ tới khi ông đích thân vào tăng viện cùng với một Trung đoàn bộ binh và một lượng lớn đạn pháo thì tình huống mới được giải quyết. Sau này, khi công tác tại Học viện Quân sự Cấp Cao và Cục khoa học công nghệ, trong quá trình biên soạn giáo án, ông tích cực đẩy mạnh việc giảng dạy về chiến tranh phòng ngự, góp phần vào thắng lợi của Chiến tranh Biên giới Phía Bắc.
Theo các đồng nghiệp của Hoàng Đan, ông là một vị tướng của trận mạc, không ngại gian khó tới tận chiến trường thực địa để trinh sát, chỉ đạo trực tiếp các đơn vị chiến đấu. Đặc biệt, ngay cả khi ông đã trở thành sĩ quan cao cấp, ông không màng nguy hiểm, cốt sao có thể nắm bắt được rõ nhất tình hình chiến trận. Khi có sự cố hay diễn biến bất ngờ, ông xuống trực tiếp đơn vị cơ sở, chỉ huy trực tiếp tại thực địa, tạo nên thần thoại về một vị tướng chiến trận xuất sắc, đặc biệt ở cấp chiến thuật. Đồng thời, ông cũng là một "văn tướng", với trình độ lý luận quân sự cao, tham gia tích cực vào công tác huấn luyện, giảng dạy, biên soạn tài liệu quân sự. Cuộc đời binh nghiệp của ông xen kẽ giữa những giai đoạn khác nhau, lúc làm chỉ huy chiến đấu, lúc làm nghiên cứu, giảng dạy quân sự. Với ông, quá trình chiến đấu bao gồm ra trận, sau đó tổng hợp kết quả chiến đấu, rồi rút ra lý luận quân sự có thể áp dụng được vào thực tiễn về sau; và tiếp tục chiến đấu để thể nghiệm, và lập lại.
| “ | "Tướng Hoàng Đan là một tướng chiến trận. Nơi nào có cuộc chiến ác liệt nhất là có mặt tướng Hoàng Đan. Ông chiến đấu dũng cảm và chỉ huy có mưu trí. Ông đã tham gia, chỉ huy các trận đánh nổi tiếng." "Không những là một tướng chiến trận, chỉ huy những trận đánh lớn nổi tiếng, ông còn là người chỉ huy biết nắm chắc tình hình địch ta, rất mưu trí, dũng cảm, rất nhạy bén, biết xử trí các tình huống chiến đấu, biết nắm chắc thời cơ để đánh những đòn then chốt quyết định trong các trận đánh lớn có nhiều khó khăn và giành thắng lợi lớn. Về tính cách, ông là một người giản dị, có tác phong quần chúng, cởi mở, ai cũng quý mến, gần gũi. Ông có tinh thần đấu tranh bảo vệ chân lý. Ông không chỉ là một nhà chỉ huy tài giỏi, mà còn là một nhà lý luận quân sự xuất sắc. Ông kết hợp thực tiễn với lý luận, do đó mà có tính học thuật cao. Các cuộc tổng kết về nghệ thuật chiến dịch và chiến lược quân sự, ông thường phụ trách các phần chủ chốt của công trình". | ” |
| — Thượng tướng Hoàng Minh Thảo, cấp trên và cộng sự của Hoàng Đan tại Đại đoàn 304 và Học viện Quân sự cao cấp. | |   |

| “ | "Trong hơn mười mấy năm, tôi thấy anh Hoàng Đan có mấy nét nổi bật. Anh là một người chỉ huy có trình độ lý luận và thực tiễn, con người mưu trí và năng động, không chịu bó tay trước khó khăn, dám nghĩ, dám nói, dám đề đạt hẳn ý kiến của mình với cấp trên và có trách nhiệm với việc mình làm. Anh là người luôn coi trọng kết hợp giữa huấn luyện và chiến đấu, giữa xây dựng chính trị tư tưởng và chiến đấu" | ” |
| — Trung tướng Nguyễn Ân, cấp dưới và cộng sự của Hoàng Đan ở Sư đoàn 304 và Quân đoàn 2 trong giai đoạn 1965-1976. | |   |

## Gia đình

Thiếu tướng Hoàng Đan chụp cùng với vợ, bà Nguyễn Thị An Vinh (những năm 70)

Vợ Thiếu tướng Hoàng Đan là bà Nguyễn Thị An Vinh (1933 - 2022), nguyên Thành ủy viên, nguyên Cửa hàng trưởng Cửa hàng bách hóa số 5 Nam Bộ, nguyên Phó giám đốc sở Ngoại thương Hà Nội, nguyên đại biểu Quốc hội Việt Nam khóa IV, V.
Ông bà có ba con là: Hoàng An (sinh 1958), Hoàng Xuân Hồng (sinh 1960), Hoàng Nam Tiến (1969 - 2025). 
Con trai út của ông là ông Hoàng Nam Tiến (1969 - 2025), là một nhân vật trọng yếu trong Tập đoàn FPT.

## Tác phẩm
- Từ sông Bến Hải đến Dinh Độc Lập
- Những điều đọng lại qua hai cuộc chiến tranh